# Gorichen
Der Gorichen (auch Gori Chen oder Gorichen II) ist ein Berg im Assam-Himalaya im indischen Bundesstaat Arunachal Pradesh. 
Der vergletscherte Berg hat eine Höhe von 6488 m. Er befindet sich im Distrikt Tawang – etwa einen Kilometer südlich der Grenze zu Tibet. Der Kangto (7090 m) befindet sich 16,18 km ostnordöstlich. Der Gorichen ist einer der höchsten Gipfel im Südosten Indiens. Die Flanken des Gorichen werden vom Tawang, einem Zufluss des Drangme Chhu, entwässert.

## Besteigungsgeschichte
Der Gorichen wurde im Jahr 1966 von einer indischen Expedition unter der Führung von T. Haralu und J.C. Joshi erstbestiegen.
Am 19. Oktober 1987 gelang eine zweite Besteigung des Gorichen. Weitere folgten in darauffolgenden Jahren.